# Patti Harrison
Patti Harrison, née le 31 octobre 1990 à Orient (Ohio), est une actrice transgenre américaine.
Elle est connue pour son apparition dans The Tonight Show avec Jimmy Fallon où elle a fait des blagues sur l'interdiction de Donald Trump de transgenres dans l'armée. Elle a un rôle récurrent dans la série Hulu Shrill'.

## Filmographie

### Cinéma
- 2018 : L'Ombre d'Emily : Kiko
- 2020 : Together Together : Anna
- 2021 : Raya et le Dernier Dragon : la cheffe de la tribu de la Queue du Dragon (voix)
- 2022 : Le Secret de la cité perdue (The Lost City) d'Aaron et Adam Nee : Allison
- 2022 : Mack and Rita

### Télévision

#### Séries télévisées
- 2017 : Broad City : vendeuse chez Anthropologie
- 2017 : Search Party : Renee (3 épisodes)
- 2019 : High Maintenance : Chrinty
- 2019–2020 : Shrill : Ruthie
- 2019 : BoJack Horseman : Barbara
- 2021 : Made for Love : Bangles (2 épisodes)
- 2021 : ZIWE : Agent d'Hollywood / Allié / Christine (3 épisodes)
- 2021 : Tuca and Bertie : Martha (voix, 4 épisodes)
- 2021 : Queer Force : Stat (voix, 10 épisodes)
- 2021 : The Great North : Debbie / Momma Marita (voix, 4 épisodes)
- 2022 : She-Hulk : Avocate : Lulu (épisode 6)
- 2025 : Poker Face : Alex (épisode 10)

#### Téléfilms
- 2018 : Channel Surfing : Appolonia Moorehouse

#### Émissions
- 2016–2017 : The Special Without Brett Davis : Patti / Sharting Woman / Maygan Mason
- 2017 : The Chris Gethard Show : Sharon Herron
- 2019 : Full Frontal with Samantha Bee
- 2019 : Think You Should Leave with Tim Robinson : Tracy